# Villa Elisa (Entre Ríos)
Villa Elisa é um município da província de Entre Ríos, na Argentina.